# Сан Ђорђо (Ређо Емилија)
Сан Ђорђо је насеље у Италији у округу Ређо Емилија, региону Емилија-Ромања.
Према процени из 2011. у насељу је живело 9 становника. Насеље се налази на надморској висини од 91 м.